# Louis Hoffmeister

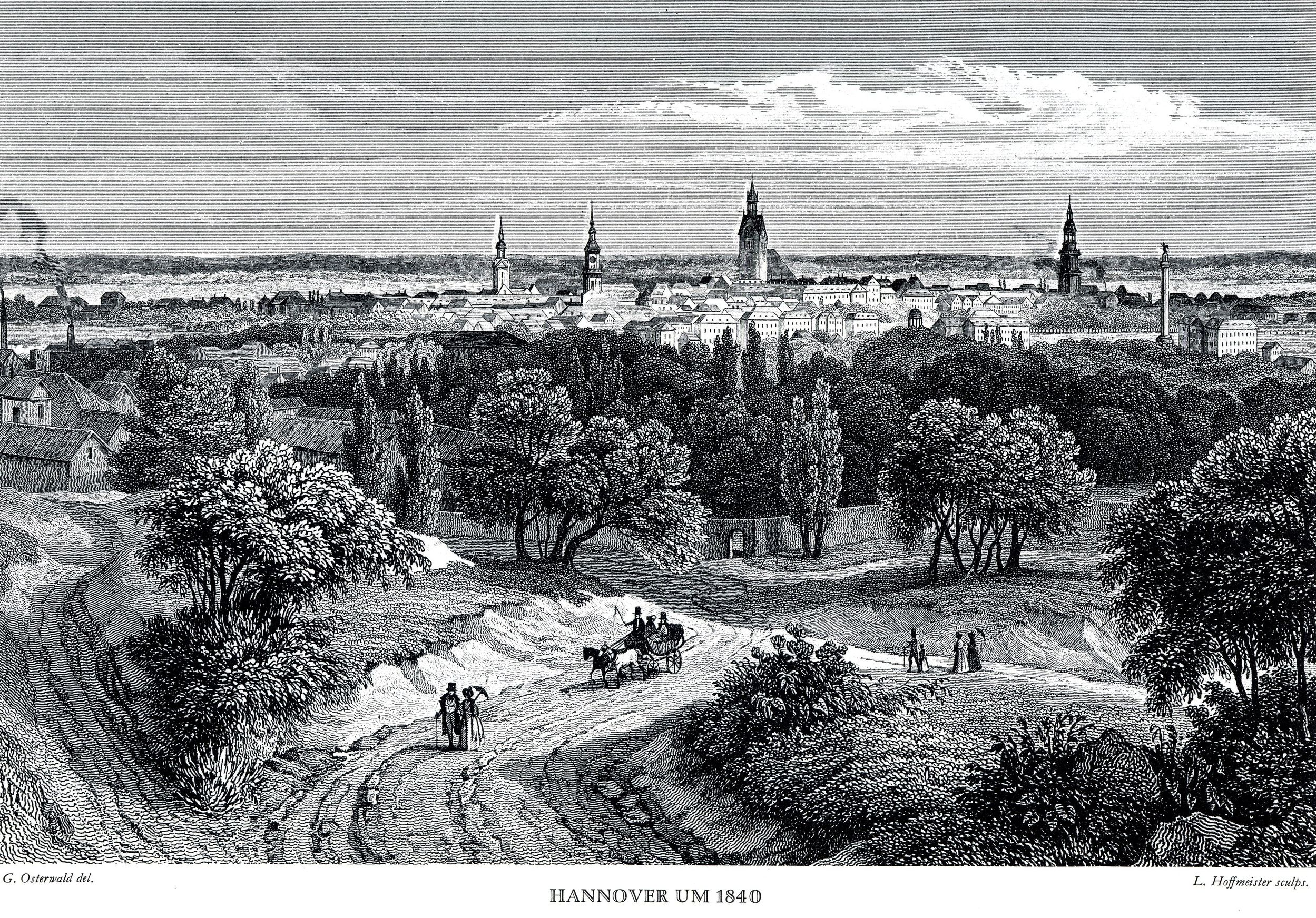
Blick vom Lindener Berg nach Hannover;
Stahlstich von Hoffmeister nach Georg Osterwald, um 1840

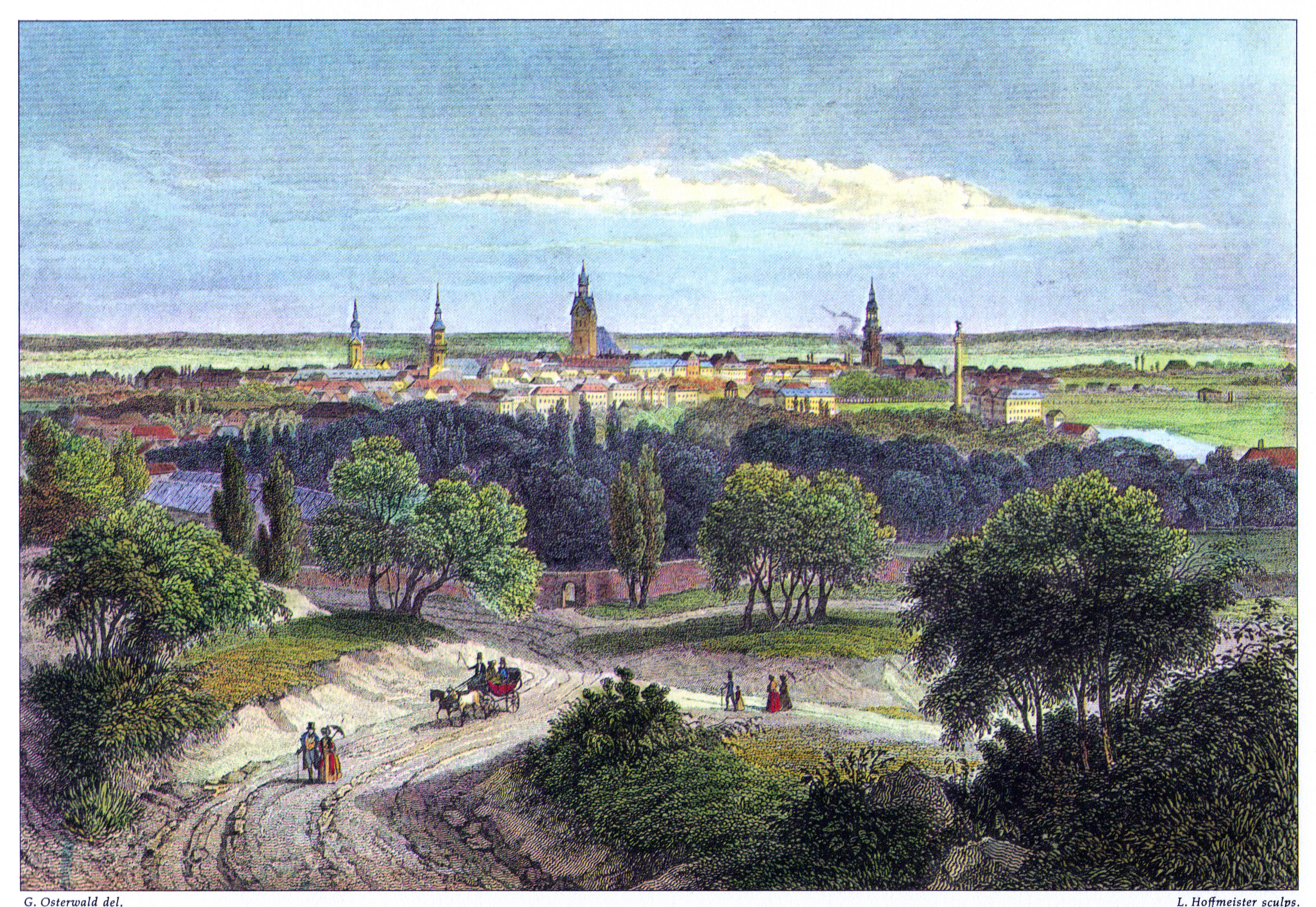
Gleiches Motiv als kolorierte Replik

Louis Hoffmeister (auch: Ludwig Hofmeister; * 20. Juli 1814 in Karlsruhe; † 14. Juli 1869 ebenda) war ein großherzoglich-badischer Hof-Kupfer- und Stahlstecher.

## Leben
Louis Hoffmeister erlernte das Kunsthandwerk in Carl Ludwig Frommels Atelier für Stahlstecher. Er war im Zeitraum zwischen 1830 und 1850 in Karlsruhe und in München tätig.

## Werke (Auswahl)
- Die Universität Salzburg erwarb 1935 eine Zeichnung von Louis Hoffmeister mit dem Titel Salzburg vom Capucinerberg aus, die von Johann Poppel nach 1840 in Stahl gestochen wurde.[2]
- Auf einer Ansichtskarte waren Stiche von ihm mit dem Titel Carlsruhe. Der Gothische Thurm. Hebels Denkmal zu sehen.[3] Diese Ansichten erschienen auch in einem Band mit Ansichten des Grossherzogtums Baden.[4]
- Für die Beisetzung des Großherzogs (Karl Friedrich) Leopold von Baden, an dessen Hof er tätig war, fertigte er 1852 eine Mappe mit drei Gedenkblättern.[5]